# Луїза Ранієрі
Лу́їза Раніє́рі (італ. Luisa Ranieri; 16 грудня 1973 Неаполь) — італійська кіноакторка та модель.

## Біографія
Дебютувала у кіно в 2001 році роллю у фільмі «Принц і пірат». У 2004 році знялася у фільмі «Ерос». У 2005 році зіграла Марію Каллас в двосерійному фільмі «Каллас і Онассіс». У 2010 році знялася у фільмі «Листи до Джульєтти». Луїза довгий час зустрічалася з Лукою Зінгаретті, від якого 9 липня 2011 народила дочку Емму. Луїза і Лука одружилися 23 травня 2012.

## Фільмографія
- Il principe e il pirata (2001)
- Il fuggiasco (2003)
- Guardiani delle nuvole (2004)
- Eros (2004)
- SMS — Sotto mentite spoglie (2007)
- Gli amici del bar Margherita (2009)
- L'amore buio (2010)
- La vita è una cosa meravigliosa (2010)
- 2010 : Листи до Джульєтти
- Le marquis (2011)
- Benvenuto a bordo (Bienvenue à bord) (2011)
- Mozzarella Stories (2011)
- Immaturi (2011)
- Immaturi — Il viaggio (2012)
- Colpi di Fulmine (2012)
- Maldamore (2013)
- * Allacciate le cinture (2014)
- 2017 : Зачарований Неаполь (Napoli velata) — Катена